# 固寧倉
固寧倉（こねいそう）とは、江戸時代後期に姫路藩が整備した非常用食糧備蓄用倉庫である。ただし、飢饉などが起きていない時には、食糧の運用も行われた。固寧倉の原型は、唐から伝来した社倉の制度である。江戸時代には他の藩でもこれに似た制度が作られた。

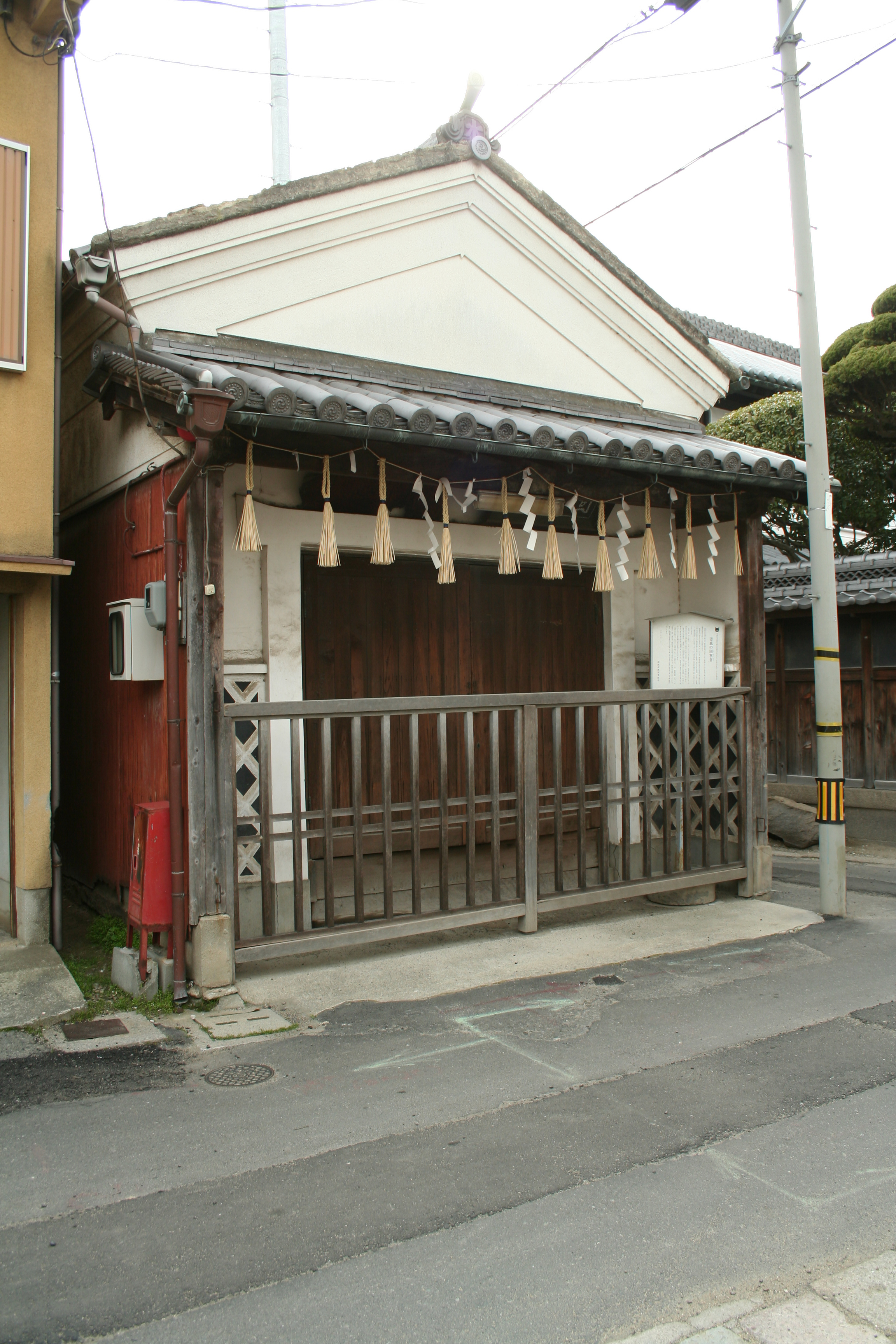
姫路市妻鹿にある固寧倉

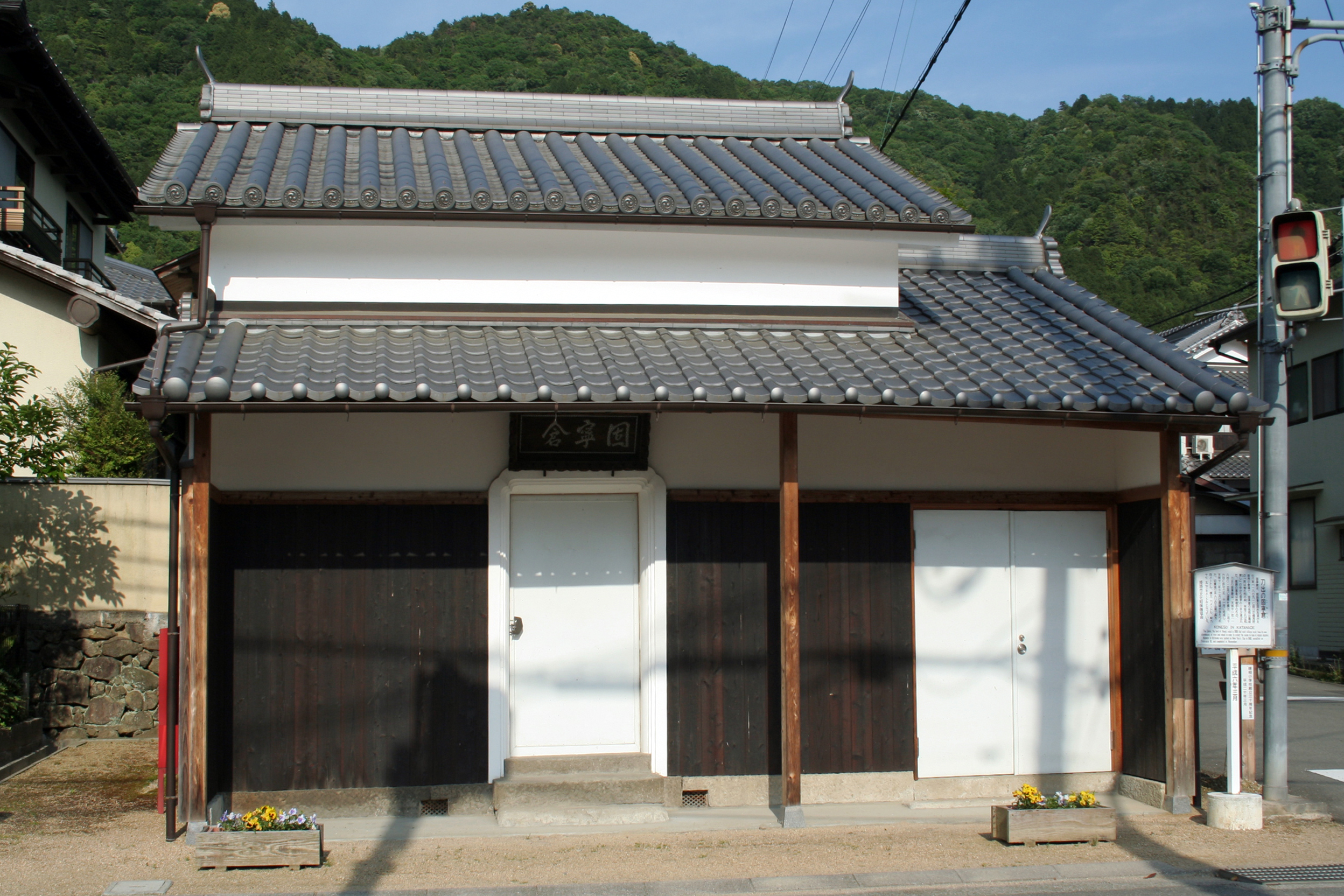
姫路市刀出にある固寧倉

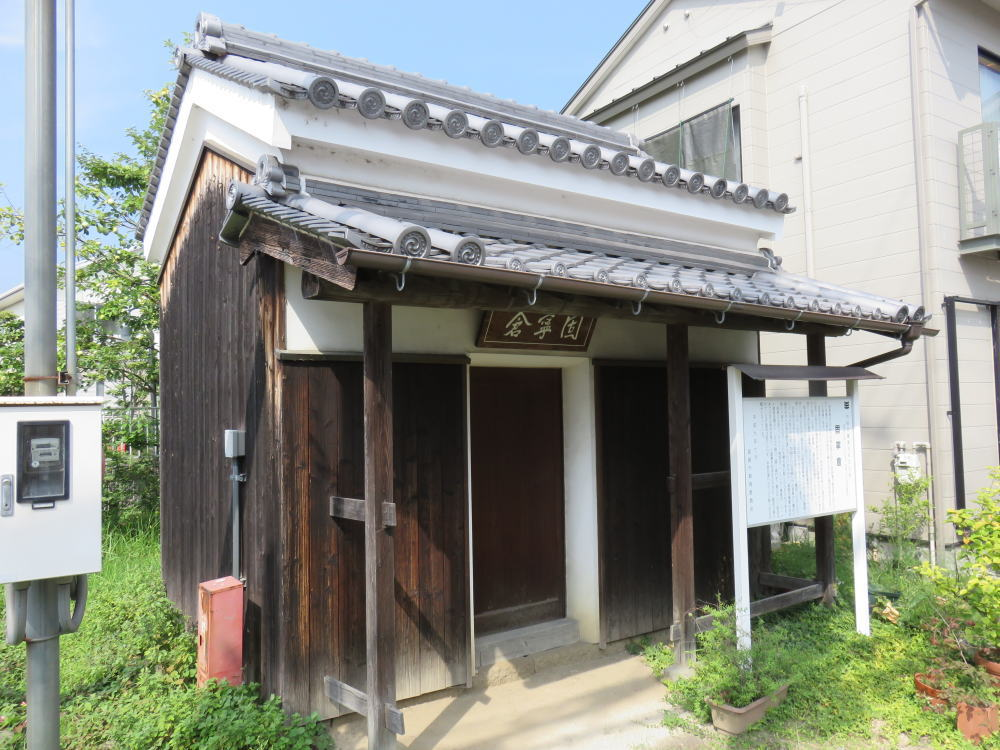
姫路市野里にある固寧倉

## 名称
名称は『書経』の一節にある「民惟邦本、本固邦寧（民は惟れ邦の本、本固ければ邦寧し）」（たみはこれくにのもと、もとかたければくにやすし）から2文字が取られたものである。倉であったことから「固寧倉」となった。儒学者の林述斎が文字を選び、その子の檉宇が扁額の文字を書いたと伝えられている。

## 歴史
飾西郡の大庄屋であった衣笠弥惣左衛門達が、姫路藩家老の河合道臣（寸翁）に従来の社倉に似たものを建設することを上申し、近在の庄屋、富裕層から穀物などの提供を受けて、1809年（文化6年）頃発足した。1813年（文化10年）に60ヶ所、1843年（天保14年）には92ヶ所、最盛期であった1848年（弘化3年）には288ヶ所存在した。貯蔵した穀物は、平時には領民に低利子で貸し付けをしていた。天保の大飢饉発生時には大いにその効果を発揮し、姫路藩では餓死した人数が近隣の他地域に比べて少なかったと伝えられている。

## 固寧倉の現在
平成の大合併前の旧姫路市、及び福崎町に現存するものは指定文化財とされている。最盛期には288ヶ所に存在したが、明治期以降は次第にその存在意義を失い、取り壊されていった。
2019年現在では、
- 姫路市野里
- 姫路市東山
- 姫路市白浜町宇佐崎
- 姫路市飾磨区妻鹿
- 姫路市刀出
- 姫路市夢前町塚本
- 神崎郡福崎町福田
- 神崎郡市川町沢

の8ヶ所に建造物などの遺構が現存している。